# Molina de Aragón (kommunhuvudort)
Molina de Aragón är en kommunhuvudort i Spanien.   Den ligger i provinsen Provincia de Guadalajara och regionen Kastilien-La Mancha, i den centrala delen av landet, 160 km öster om huvudstaden Madrid. Molina de Aragón ligger 1 067 meter över havet och antalet invånare är 3 536.
Terrängen runt Molina de Aragón är kuperad västerut, men österut är den platt. Molina de Aragón ligger nere i en dal.  Trakten runt Molina de Aragón är nära nog obefolkad, med mindre än två invånare per kvadratkilometer. Molina de Aragón är det största samhället i trakten. Omgivningarna runt Molina de Aragón är i huvudsak ett öppet busklandskap.